# Olinda Bozán
Olinda Bozán (Rosario, 21 giugno 1894 – Buenos Aires, 8 febbraio 1977) è stata un'attrice argentina.

## Biografia
Inizia la sua carriera nel 1917 con il film dal titolo Bajo el sol de la pampa, poi partecipa ad altri 54 film e serie tv. Ha vinto un premio per migliore attrice comica al Premio Martín Fierro 1959
Era sposata con l'attore Oscar Valicelli (1915–1999).
Alcuni siti indicano che sia nata nel 1900 e morta il 10 giugno 1997

## Filmografia

### Cinema
- Bajo el sol de la pampa, regia di Alberto Traversa (1917)
- Idolos de la radio, regia di Eduardo Morera (1934)
- El caballo del pueblo, regia di Manuel Romero (1935)
- Por buen camino, regia di Eduardo Morera (1936)
- Radio Bar, regia di Manuel Romero (1936)
- La canción de la ribera, regia di Julio Irigoyen (1936)
- Así es el tango, regia di Eduardo Morera (1937)
- Nobleza gaucha, regia di Sebastián M. Naón (1937)
- Villa Discordia, regia di Arturo S. Mom (1938)
- Las de Barranco, regia di Tito Davison (1938)
- Mi suegra es una fiera, regia di Luis Bayón Herrera (1939)
- Fanciulle innamorate (Doce mujeres), regia di Luis Moglia Barth (1939)
- Dama de compañía, regia di Alberto de Zavalía (1940)
- Los apuros de Claudina, regia di Miguel Coronato Paz (1940)
- Mi fortuna por un nieto, regia di Luis Bayón Herrera (1940)
- Mamá Gloria, regia di Richard Harlan (1941)
- Bruma en el Riachuelo, regia di Carlos Schlieper (1942)
- Ceniza al viento, regia di Luis Saslavsky (1942)
- Hogar, dulce hogar, regia di Luis Moglia Barth (1942)
- La casa de los millones, regia di Luis Bayón Herrera (1942)
- El sillón y la gran duquesa, regia di Carlos Schlieper (1943)
- La danza de la fortuna, regia di Luis Bayón Herrera (1944)
- Llegó la niña Ramona, regia di Catrano Catrani (1945)
- El capitán Pérez, regia di Enrique Cahen Salaberry (1946)
- Lucrecia Borgia, regia di Luis Bayón Herrera (1947)
- La caraba, regia di Julio Saraceni (1947)
- Maridos modernos, regia di Luis Bayón Herrera (1948)
- Hoy cumple años mamá, regia di Ignasio Domínguez Riera (1948)
- Mujeres en sombra, regia di Catrano Catrani (1951)
- Intermezzo criminal, regia di Luis Moglia Barth (1953)
- Vida nocturna, regia di Leo Fleider (1955)
- El tango en París, regia di Arturo S. Mom (1956)
- Hotel alojamiento, regia di Fernando Ayala (1966)
- Las locas del conventillo, regia di Fernando Ayala (1966)
- Villa Delicia: playa de estacionamiento, música ambiental, regia di Román Viñoly Barreto (1966)
- Necesito una madre, regia di Fernando Siro (1966)
- La Cigarra está que arde, regia di Lucas Demare (1967)
- Coche cama alojamiento, regia di Julio Porter (1968)
- En mi casa mando yo, regia di Fernando Ayala (1968)
- El novicio rebelde, regia di Julio Saraceni (1968)
- ¡Viva la vida!, regia di Enrique Carreras (1969)
- Muchacho, regia di Leo Fleider (1970)
- La familia hippie, regia di Enrique Carreras (1971)
- Siempre te amaré, regia di Leo Fleider (1971)
- Había una vez un circo, regia di Enrique Carreras (1972)
- Los padrinos, regia di Enrique Carreras (1973)
- ¡Quiero besarlo señor!, regia di Hugo Moser (1973)
- Los chantas, regia di José A. Martínez Suárez (1975)
- No hay que aflojarle a la vida, regia di Enrique Carreras (1975)
- Los chicos crecen, regia di Enrique Carreras (1976)
- Las locas, regia di Enrique Carreras (1977)
- La nueva cigarra, regia di Fernando Siro (1977)